# Mercogliano
Mercogliano – miejscowość i gmina we Włoszech, w regionie Kampania, w prowincji Avellino.
Według danych na 1 stycznia 2022 roku gminę zamieszkiwało 11 590 osób (5604 mężczyzn i 5986 kobiet).